# セルヒオ・オスメニャ
セルヒオ・オスメニャ（Sergio Osmeña, 1878年9月9日 - 1961年10月19日）は、フィリピンの政治家。第4代フィリピン共和国大統領。米領フィリピン自治領時代では2番目の大統領。1944年に65歳で大統領に就任。これはロドリゴ・ドゥテルテが2016年に71歳で大統領に就任するまで、同国の最高齢就任だった。
セブ州知事、フィリピン下院議員兼初代議長、そして上院議員兼議長代行を務めた。1935年、マニュエル・ケソン上院議員の大統領就任の際、副大統領に就任、1941年の再選を経て、1944年に自身が大統領に就任するまで務めた。

## 人物
1878年にセブで生まれ、サン・フアン・デ・レトランカレッジに学び、後に聖トマス大学で法学を専攻する。米西戦争の影響で学業は中断を余儀なくされたが、1903年に最高裁が司法試験の受験を認め、次席で合格した。
1900年、自らが創設したセブの日刊紙「エル・ヌエボ・ディア（新時代）」において平和的手段を通じた独立運動を推進。1904年、セブ州知事に就任。1906年、独立を綱領とする政党禁止令解除後の民族主義政党の合従連衡により結成された国民党の初代党首となった。1907年の第一回総選挙で国民議会議員に当選。1916年の二院制議会では下院議長に就任。1923年には上院議員に選出された。
1933年、独立使節団として尽力したアメリカ議会のヘア・ホーズ・カッティング法（10年後の独立承認）はマニュエル・ケソンの反対によりフィリピン議会で批准されず、タイディングス・マクダフィー法を持ち帰ったケソンが1935年のコモンウェルス成立時の大統領となり、その下で副大統領となる。1944年8月にアメリカでケソンが病没した事により亡命政府の大統領に昇格した。1944年10月23日、ダグラス・マッカーサーとともにレイテ島のレイテ湾に帰還してタクロバンでコモンウェルス政府の復活を宣言、1945年2月27日、マニラに帰還した。戦後初の大統領選でマニュエル・ロハスに敗れ、政界を引退した。
1961年10月19日、83歳で死去。1967年以降、2018年現在に至るまで50ペソ紙幣に肖像が使用されている。

## 家族
息子は元上院議員のセルヒオ・オスメニャ・ジュニア、孫は元上院議員のセルヒオ・オスメニャ三世、元上院議員のジョン・ヘンリー・オスメニャ、元セブ州知事のリト・オスメニャ、元セブ市長のトーマス・オスメニャとセルヒオ以降オスメニャ家は政治家が相次いだ。